# Задори
Задори (пол. Zadory, нім. Kahden) — село в Польщі, у гміні Чемпінь Косцянського повіту Великопольського воєводства.
Населення — 271 особа (2011).
У 1975-1998 роках село належало до Познанського воєводства.

## Демографія
Демографічна структура станом на 31 березня 2011 року:
|          | Загалом | Допрацездатний вік | Працездатний вік | Постпрацездатний вік |
| -------- | ------- | ------------------ | ---------------- | -------------------- |
| Чоловіки | 141     | 30                 | 96               | 15                   |
| Жінки    | 130     | 24                 | 74               | 32                   |
| Разом    | 271     | 54                 | 170              | 47                   |